# Cutty Sark
SV Cutty Sark – XIX-wieczny kliper herbaciany, który pobił wiele rekordów prędkości. Jest to jedyny zachowany kliper herbaciany na świecie, stoi w suchym doku przy nabrzeżu Tamizy w dzielnicy Londynu, Greenwich jako statek-muzeum.

## Historia i rejsy
„Cutty Sark” zbudowano w Szkocji w 1869 r. jako żaglowiec do przewozu herbaty z Chin. Był to w ówczesnych czasach najszybszy kliper, mogący w ciągu dnia przepłynąć 350 mil (ok. 650 km, średnia dobowa prędkość 15 węzłów). Jak uważają niektórzy, był to też najpiękniejszy ze wszystkich żaglowców świata, ze swoim mocno wydłużonym bukszprytem i sześcioma piętrami żagli na grotmaszcie (prawie 3000 m² żagla, dł. całk. 85 m). 

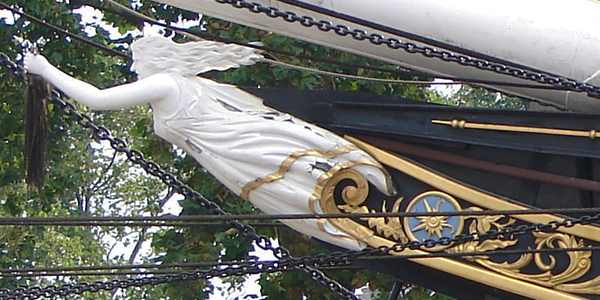
Wiedźma Nannie Dee goniąca Tama, z końskim ogonem w ręku

Drewniana, trzymasztowa fregata o stalowym szkielecie kadłuba, zwodowana w Wlk. Brytanii w 1869 r. nazwana Cutty Sark na cześć Nannie Dee – wiedźmy z poematu Roberta Burnsa (1759–1796) „Tam O’Shanter”. Poemat opowiada o farmerze Tamie, który późną porą, w czasie burzy, upity wraca na grzbiecie swojego konia o imieniu Meg do domu. Przejeżdżając koło nawiedzonego kościoła, Tam zauważa tańczące w nim wiedźmy. Na widok jednej z nich, Nannie Dee, odzianej w zbyt krótką koszulę, krzyczy „Weel done, Cutty-sark!” (cutty-sark oznacza w języku Scots właśnie krótką koszulę). Krzykiem zwraca na siebie uwagę. Wiedźmy puszczają się za Tamem w pogoń z Nannie Dee na czele. Tam pogania konia, ale wiedźmie udaje się złapać Meg za ogon, który zostaje w jej dłoni. Galion pod bukszprytem klipra przedstawia goniącą Tama Nannie z końskim ogonem w ręku.
Cutty Sark w 1896 r. przeszedł pod banderę portugalską i dwukrotnie zmieniał nazwę i armatora. Po utracie masztów w 1916 r. był otaklowany jako brygantyna. W 1923 r. kpt. Wilfred Dowman przejął kliper dla Anglii, odkupując go od Portugalczyków – był to dogodny moment do nadania takiej nazwy nowemu gatunkowi whisky wchodzącemu na rynek. Logo tego trunku przedstawia stylizowaną sylwetkę Cutty Sark na żółtym tle. Jej producent sponsorował jedną ze znanych imprez żeglarskich świata – Cutty Sark Tall Ships’ Races (Operacja Żagiel).

### Pożar
Rankiem 21 maja 2007 r. na żaglowcu wybuchł pożar. Ogień został zaprószony przez przemysłowy odkurzacz, zostawiony włączony we wnętrzu historycznego statku. Statek uległ poważnemu uszkodzeniu, ocalały rufa i dziób. Część wyposażenia została na czas przeprowadzanego remontu zdemontowana (fragmenty poszycia, omasztowanie, wyposażenie ruchome) i podobnie jak galeria galionów eksponowana na pokładzie – ocalała z pożaru. Statek został odbudowany i otwarty dla publiczności 25 kwietnia 2012 r.

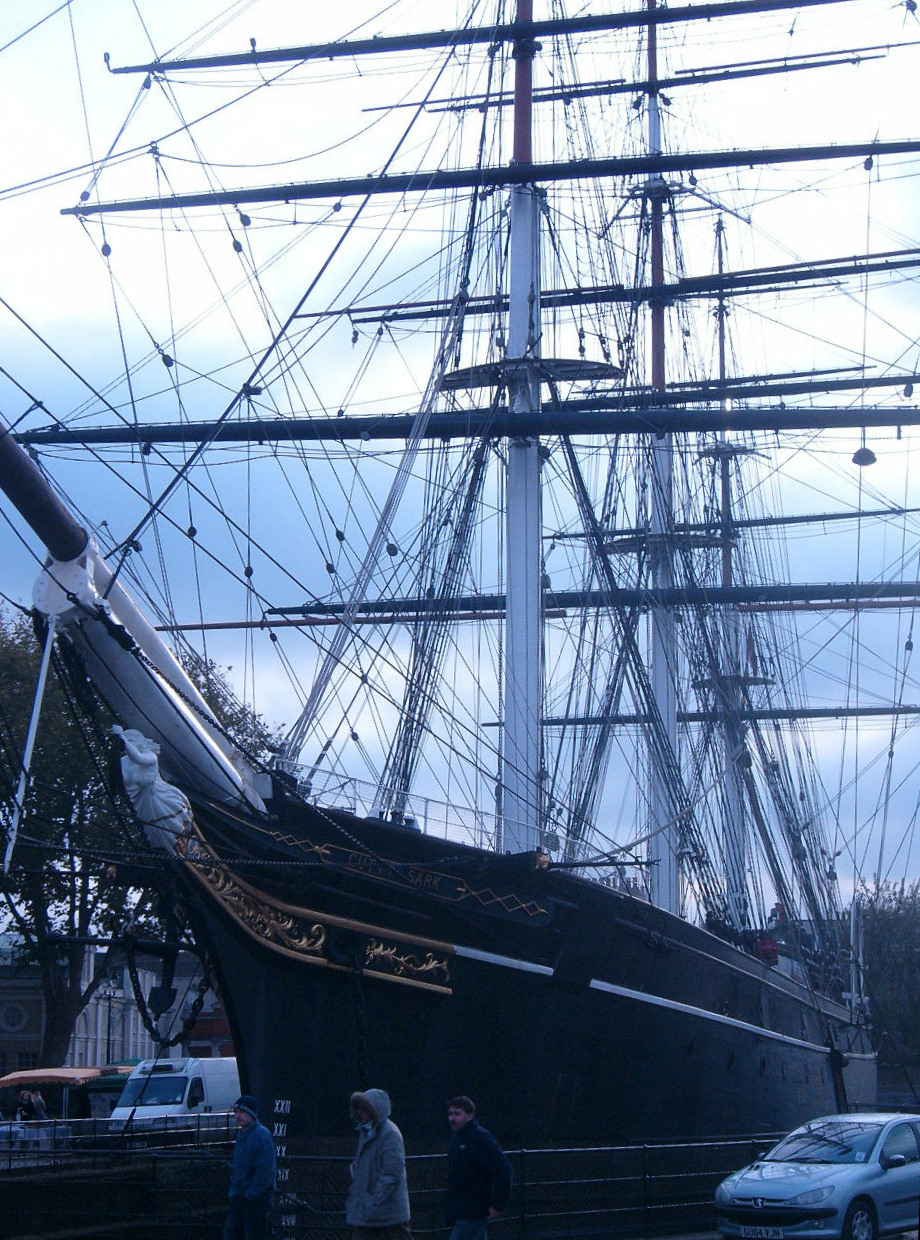
Cutty Sark
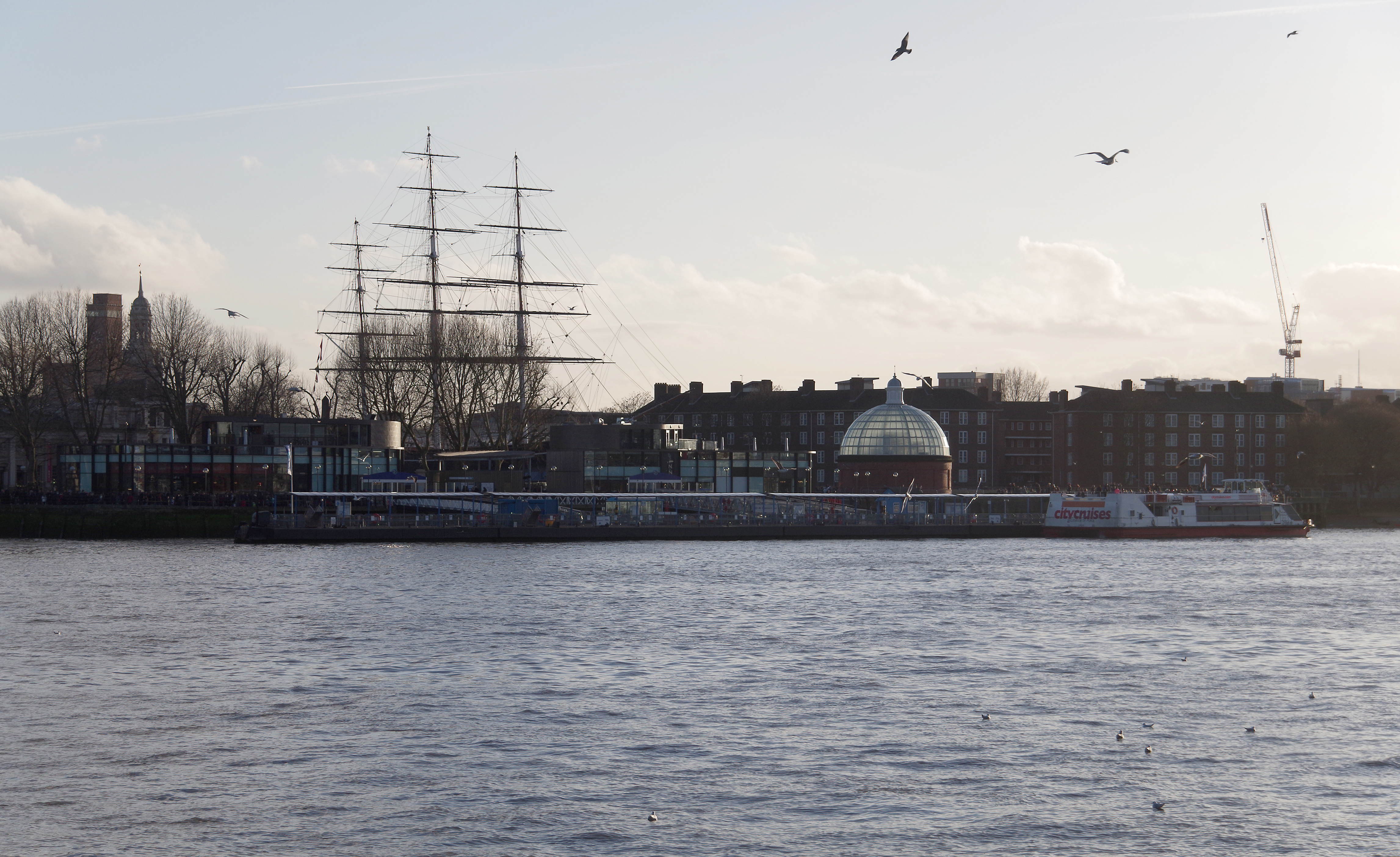
Widok na statek z Canary Wharf po drugiej stronie Tamizy
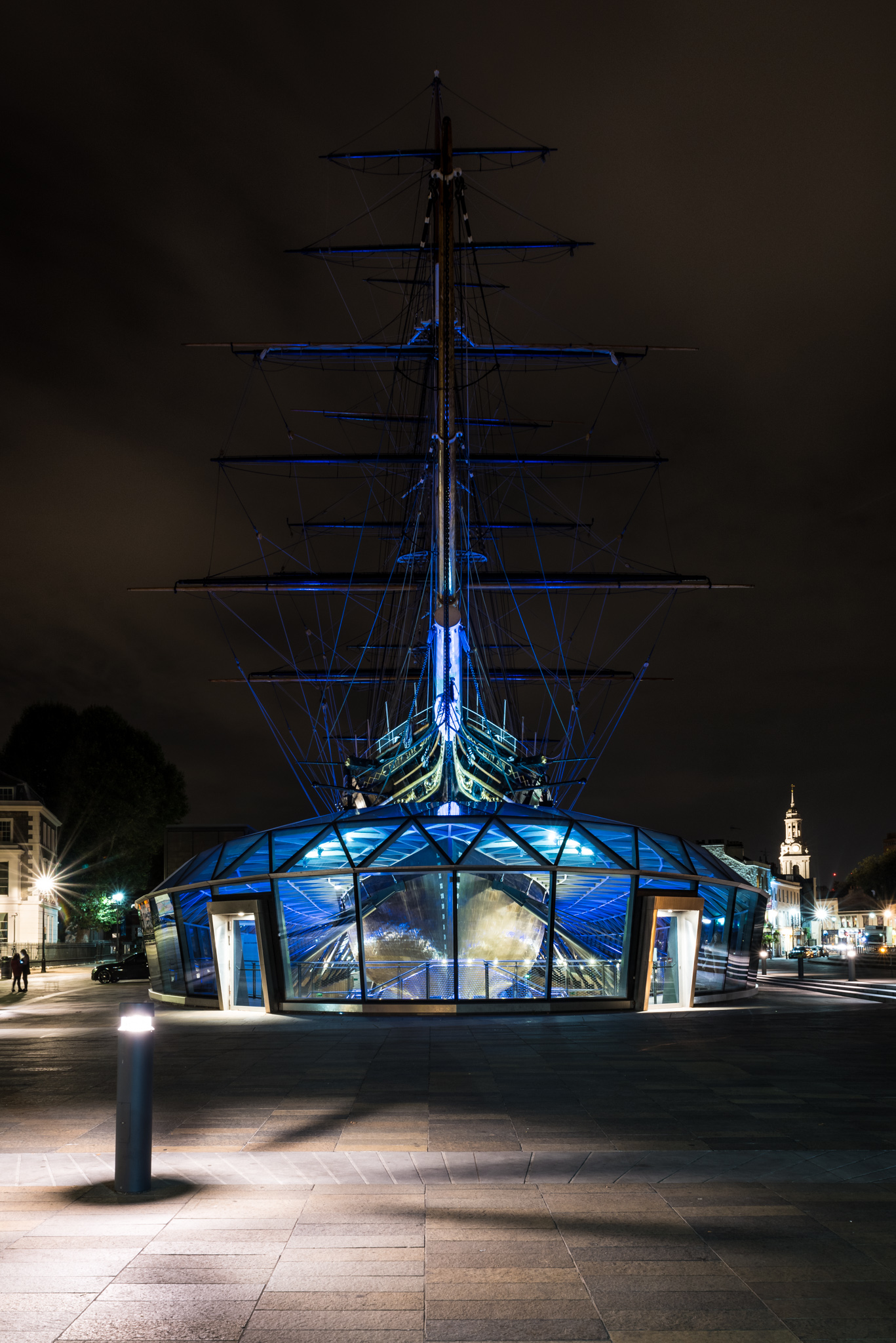
Statek nocą
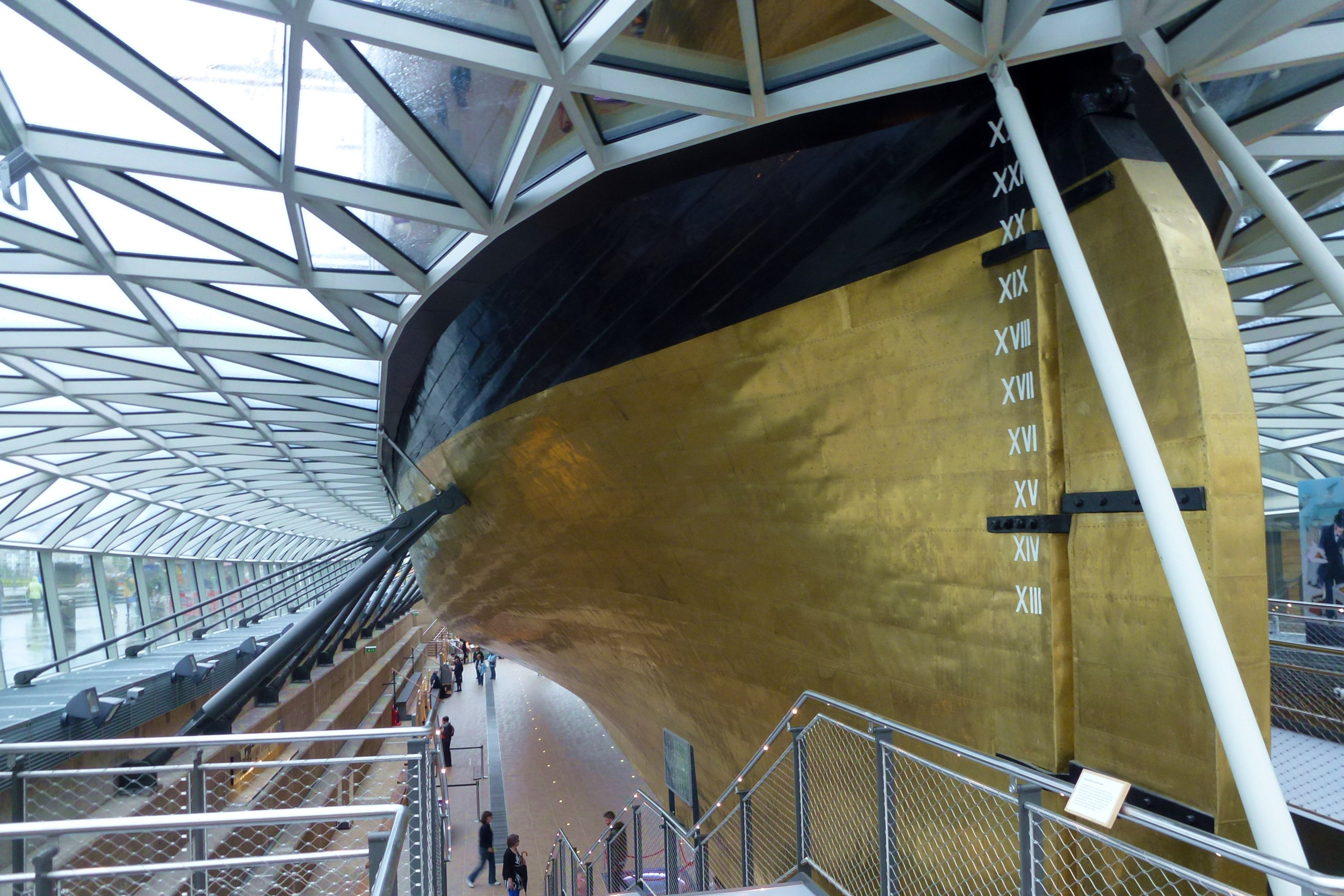
Wejście do muzeum

## Inne
Plany Modelarskie żaglowca zostały opublikowane w zeszycie 4/1976 (nr 74).
Zbierane są fundusze na budowę drugiego identycznego, pływającego żaglowca.